# Yuh Jae-do
Yuh Jae-do est un boxeur sud-coréen né le 25 avril 1948 à Séoul.

## Carrière
Champion de Corée des poids moyens en 1971 puis champion d'Asie OPBF de la catégorie, il devient champion du monde des super-welters WBA le 7 juin 1975 en battant par KO au 7e round Koichi Wajima. Yuh conserve son titre face à Masahiro Misako mais perd le combat revanche contre Wajima le 17 février 1976. Il met un terme à sa carrière en 1978 sur un bilan de 50 victoires, 3 défaites et 2 matchs nuls.